# Taranto Football Club 1927 2017-2018
Questa pagina raccoglie i dati riguardanti la Società Sportiva Dilettantistica Taranto Football Club 1927 nelle competizioni ufficiali della stagione 2017-2018.

## Stagione
Il Taranto, in questa stagione, ha partecipato alla Serie D in seguito alla retrocessione dell'anno precedente. Ha chiuso il campionato al quarto posto, perdendo la finale playoff contro la Cavese.

## Organigramma societario
Area direttiva
- Presidente: Massimo Giove
- Direttore generale: Gino Montella

Staff tecnico
- Allenatore: Michele Cazzarò
- Match Analyst: Antonio Finamore
- Direttore sportivo: Luigi Volume
- Preparatore atletico: Francesco Rizzo
- Preparatore dei portieri: Maurizio Bonanno
- Magazzinieri: Aldo Scardino e Francesco Scarano

Area Sanitaria
- Responsabile sanitario: Carlo Milani
- Nutrizionista: Francesco Settembrini
- Fisioterapisti: Aldo Portulano e Marina Gigante
- Massaggiatore: Sante Simone

## Rosa
| N. |                           | Ruolo | Calciatore          |
| -- | ------------------------- | ----- | ------------------- |
| 1  | Italia (bandiera)         | P     | Paolo Pellegrino    |
| 2  | Italia (bandiera)         | D     | Tidjane Corbier     |
| 2  | Italia (bandiera)         | D     | Simone Milizia      |
| 3  | Italia (bandiera)         | D     | Gabriele Cacciola   |
| 4  | Italia (bandiera)         | C     | Carmine Sgambati    |
| 4  | Italia (bandiera)         | C     | Davide Corso        |
| 5  | Italia (bandiera)         | D     | Francesco D'Angelo  |
| 5  | Italia (bandiera)         | D     | Salvatore Scoppetta |
| 6  | Italia (bandiera)         | D     | Alessio Giannotta   |
| 6  | Italia (bandiera)         | D     | Rocco D'Aiello      |
| 7  | Italia (bandiera)         | A     | Michele Portoghese  |
| 7  | Italia (bandiera)         | A     | Lion Giovannini     |
| 8  | Italia (bandiera)         | C     | Stefano D’Agostino  |
| 8  | Italia (bandiera)         | C     | Antonio Crucitti    |
| 9  | Costa d'Avorio (bandiera) | A     | Adama Diakitè       |
| 10 | Italia (bandiera)         | A     | Cristiano Ancora    |
| 11 | Italia (bandiera)         | C     | Mauro Gori          |
| 11 | Serbia (bandiera)         | A     | Bojan Aleksic       |
| 12 | Italia (bandiera)         | P     | Pierluca Pizzaleo   |

| N. |                   | Ruolo | Calciatore              |
| -- | ----------------- | ----- | ----------------------- |
| 13 | Italia (bandiera) | D     | Andrea Bilotta          |
| 15 | Italia (bandiera) | C     | Eugenio Lorefice        |
| 16 | Italia (bandiera) | D     | Daniele Rosania         |
| 18 | Italia (bandiera) | C     | Massimiliano Marsili    |
| 19 | Italia (bandiera) | C     | Simone Pantò            |
| 20 | Italia (bandiera) | C     | Lucio Boris Di Lollo    |
| 21 | Italia (bandiera) | D     | Claudio Miale           |
| 22 | Italia (bandiera) | P     | Luigi Spataro           |
| 23 | Italia (bandiera) | A     | Giuseppe Savonarola     |
| 27 | Italia (bandiera) | C     | Vittorio Palumbo        |
| 28 | Italia (bandiera) | A     | Manuel Pera             |
| 29 | Italia (bandiera) | C     | Pietro Maria Pellegrini |
| 33 | Italia (bandiera) | C     | Kevin Giorgio           |
| 89 | Italia (bandiera) | C     | Marian Galdean          |
| 92 | Italia (bandiera) | C     | Giuseppe Capua          |
| 94 | Italia (bandiera) | A     | Ciro Favetta            |
| 97 | Italia (bandiera) | D     | Francesco Li Gotti      |
| 99 | Italia (bandiera) | P     | Andrea Pisani           |

### Sessione estiva(dal 01/07 al 31/08)
| Acquisti | Acquisti             | Acquisti           | Acquisti   |
| R.       | Nome                 | da                 | Modalità   |
| -------- | -------------------- | ------------------ | ---------- |
| A        | Lion Giovannini      | Monticelli         | definitivo |
| C        | Lucio Boris Di Lollo | Olympia Agnonese   | definitivo |
| D        | Salvatore Scoppetta  | Sicula Leonzio     | definitivo |
| D        | Rocco D’Aiello       | Bisceglie          | definitivo |
| C        | Antonio Crucitti     | Palmese            | definitivo |
| A        | Manuel Pera          | Matelica           | definitivo |
| D        | Gabriele Cacciola    | Sicula Leonzio     | definitivo |
| C        | Davide Corso         | Palmese            | definitivo |
| C        | Kevin Giorgio        | Casertana          | definitivo |
| C        | Vittorio Palumbo     | AZ Picerno         | definitivo |
| C        | Marian Galdean       | Virtus Francavilla | definitivo |
| A        | Bojan Aleksic        | FC Francavilla     | definitivo |
| A        | Giuseppe Savonarola  | Sicula Leonzio     | definitvo  |
| A        | Cristiano Ancora     | Nardò              | definitivo |
| D        | Carmine Sgambati     | Avellino           | definitivo |
| D        | Simone Milizia       | Sicula Leonzio     | definitivo |
| C        | Francesco Rizzo      | Avellino           | definitivo |
| A        | Madalin Tandara      | Vultur Rionero     | definitivo |
| D        | Claudio Miale        | Bisceglie          | definitivo |
| A        | Roberto Palumbo      | Pineto             | definitivo |
| P        | Paolo Pellegrino     | Cosenza            | prestito   |
| D        | Andrea Bilotta       | Cosenza            | prestito   |
| C        | Eugenio Lorefice     | Sicula Leonzio     | definitivo |
| P        | Luigi Spataro        | Catania            | prestito   |
| D        | Simone Pantò         | Catania            | prestito   |
| C        | Pietro Pellegrini    | Perugia            | prestito   |

| Cessioni | Cessioni             | Cessioni           | Cessioni      |
| R.       | Nome                 | a                  | Modalità      |
| -------- | -------------------- | ------------------ | ------------- |
| D        | Elio Nigro           | Ebolitana          | definitivo    |
| D        | Francesco Pambianchi | Rende              | definitivo    |
| A        | Mattia Cecconello    | L.R. Vicenza       | fine prestito |
| A        | Simone Magnaghi      | Pordenone          | definitivo    |
| A        | Mauro Bollino        | Sicula Leonzio     | definitivo    |
| D        | Filippo Balzano      | Olympia Agnonese   | definitivo    |
| A        | Pietro Balistreri    | Nardò              | definitivo    |
| A        | Alessio Viola        | Virtus Francavilla | definitivo    |
| D        | Francesco De Giorgi  | Fidelis Andria     | definitivo    |
| C        | Gianluca Sampietro   | Gubbio             | definitivo    |
| C        | Fabrizio Lo Sicco    | Matelica           | definitivo    |
| D        | Alessio Giannotta    | Gelbison           | prestito      |
| D        | Antonio Boccadamo    | Imolese            | prestito      |
| D        | Vito Russo           | Potenza            | prestito      |
| D        | Alessio Langellotti  | Tre Pini Maltese   | prestito      |
| C        | Simone Fanelli       | Chieti             | prestito      |
| C        | Giovanni Giunta      | Real Metapontino   | prestito      |
| D        | Leonardo De Salve    | Real Senise        | prestito      |
| C        | Stefano Maiorano     |                    | svincolato    |
| D        | Thomas Som           |                    | svincolato    |
| C        | Giuseppe Pirrone     |                    | svincolato    |
| C        | Francesco Potenza    |                    | svincolato    |
| C        | Lorenzo Paolucci     | Pescara            | fine prestito |
| C        | Luca Guadalupi       | Bari               | fine prestito |
| D        | Alessio Benedetti    | Torino             | fine prestito |
| D        | Mariano Stendardo    | Fidelis Andria     | fine prestito |
| D        | Daniel Di Nicola     | Pescara            | fine prestito |
| P        | Nikita Contini       | Napoli             | fine prestito |
| A        | Michele Emmausso     | Genoa              | fine prestito |
| D        | Kevin Magri          | L.R. Vicenza       | fine prestito |

|}

### Operazioni tra le due sessioni
| Acquisti | Acquisti           | Acquisti | Acquisti   |
| R.       | Nome               | da       | Modalità   |
| -------- | ------------------ | -------- | ---------- |
| C        | Giuseppe Capua     |          | svincolato |
| D        | Francesco Li Gotti |          | svincolato |
| D        | Daniele Rosania    |          | svincolato |
| A        | Adama Diakitè      |          | svincolato |

| Cessioni | Cessioni             | Cessioni         | Cessioni      |
| R.       | Nome                 | a                | Modalità      |
| -------- | -------------------- | ---------------- | ------------- |
| A        | Roberto Palumbo      | Pineto           | definitivo    |
| A        | Giuseppe Savonarola  |                  | svincolato    |
| D        | Simone Pantò         | Catania          | fine prestito |
| C        | Lion Giovannini      |                  | svincolato    |
| C        | Lucio Boris Di Lollo | Olympia Agnonese | definitivo    |

### Sessione invernale(dal 01/12 al 17/12)
| Acquisti | Acquisti             | Acquisti       | Acquisti      |
| R.       | Nome                 | da             | Modalità      |
| -------- | -------------------- | -------------- | ------------- |
| C        | Massimiliano Marsili | Nocerina       | definitivo    |
| D        | Francesco D'Angelo   | FC Francavilla | definitivo    |
| C        | Francesco Quero      | Arezzo         | definitivo    |
| C        | Mauro Gori           | Clodiense      | definitivo    |
| C        | Michele Portoghese   | Bari           | prestito      |
| A        | Ciro Favetta         | Sarnese        | trasferimento |
| D        | Alessio Giannotta    | Gelbison       | fine prestito |
| C        | Simone Fanelli       | Chieti         | fine prestito |

| Cessioni | Cessioni            | Cessioni         | Cessioni      |
| R.       | Nome                | a                | Modalità      |
| -------- | ------------------- | ---------------- | ------------- |
| D        | Bojan Aleksic       | Francavilla      | definitivo    |
| C        | Francesco Rizzo     | Sarnese          | definitivo    |
| D        | Salvatore Scoppetta | FC Francavilla   | definitivo    |
| A        | Manuel Pera         | Recanatese       | definitivo    |
| A        | Madalin Tandara     | Gelbison         | prestito      |
| P        | Luigi Spataro       | Catania          | fine prestito |
| D        | Rocco D'Aiello      | Como             | definitivo    |
| A        | Madalin Tandara     | Gelbison         | prestito      |
| C        | Davide Corso        | Olympia Agnonese | definitivo    |
| C        | Antonio Crucitti    | AZ Picerno       | definitivo    |
| C        | Pietro Pellegrini   |                  | svincolato    |
| C        | Simone Fanelli      | Gravina          | prestito      |

## Risultati

### Serie D

#### Girone di andata
| Arbitro: | Bindella (Pesaro) |

|                |           |  |
| Crucitti 45+2’ | Marcatori |  |

| Arbitro: | Carrione (Castellammare di Stabia) |

|                               |           |          |
| Ostuni 6’ Aliperta 70’ (rig.) | Marcatori | 13’ Pera |

| Arbitro: | Monaldi (Macerata) |

|                   |           |                                      |
| Crucitti 20’, 53’ | Marcatori | 36’ Cioffi 51’, 90+1’ (rig.) Favetta |

| Arbitro: | Kumara (Verona) |

|                         |           |  |
| Iannini 1’ Montaldi 24’ | Marcatori |  |

| Arbitro: | Delrio (Reggio Emilia) |

|                  |           |  |
| Aleksic 82’, 85’ | Marcatori |  |

| Arbitro: | Fiero (Pistoia) |

|                                       |           |  |
| Maruzllo 44’ Thioune 54’ Labriola 76’ | Marcatori |  |

| Arbitro: | Di Marco (Ciampino) |

|             |           |  |
| Aleksic 71’ | Marcatori |  |

| Arbitro: | Zuffada (Sulmona) |

|  |           |                        |
|  | Marcatori | 30’ Palumbo 65’ Ancora |

| Arbitro: | Perenzoni (Rovereto) |

|                       |           |                     |
| Crucitti 35’ Pera 72’ | Marcatori | 23’ (rig.) Caporale |

| Arbitro: | Tucci (Ostia) |

|  |           |            |
|  | Marcatori | 74’ Ancora |

| Arbitro: | Simone (Bologna) |

|                                           |           |  |
| Palumbo 47’ Galdean 84’ Pera 90+8’ (rig.) | Marcatori |  |

| Arbitro: | Sili (Viterbo) |

|                    |           |                              |
| Tulimieri 67’, 84’ | Marcatori | 8’ Capua 9’ Pera 37’ Diakitè |

| Arbitro: | Monaco (Termoli) |

|           |           |  |
| Fella 39’ | Marcatori |  |

| Taranto 26 novembre 2017, ore 14.30 CEST 14ª giornata | Taranto          | 0 – 0 | Gragnano | Stadio Erasmo Iacovone (2 000 spett.)\| Arbitro: \| Galipò (Firenze) \| |
| Arbitro:                                              | Galipò (Firenze) |       |          |                                                                         |

| Arbitro: | Tremolada (Monza) |

|                                    |           |                         |
| La Porta 53’ (rig.) De Giosa 90+1’ | Marcatori | 2’ Aleksic 62’ Crucitti |

| Arbitro: | Arace (Lugo di Romagna) |

|           |           |                        |
| Miale 75’ | Marcatori | 8’ Biancola 35’ França |

| Arbitro: | Boscarino (Siracusa) |

|           |           |                             |
| Roghi 30’ | Marcatori | 25’ Lorefice 66’ D'Agostino |

#### Girone di ritorno
| Arbitro: | Frascaro (Firenze) |

|  |           |                  |
|  | Marcatori | 17’, 23’ Favetta |

| Arbitro: | Di Marco (Ciampino) |

|                          |           |                       |
| Marsili 17’ Lorefice 50’ | Marcatori | 90+3’ (rig.) Aliperta |

| Arbitro: | Panozzo (Castelfranco Veneto) |

|                            |           |                                 |
| Elefante 45+4’ Calemme 43’ | Marcatori | 12’ (rig.), 70’, 83’ D'Agostino |

| Arbitro: | Pirrotto (Barcellona Pozzo di Gotto) |

|                         |           |           |
| Favetta 62’ Diakitè 74’ | Marcatori | 51’ Longo |

| Arbitro: | Lipizer (Verona) |

|                                 |           |                  |
| D'Angelo 19’ Palumbo 59’ (rig.) | Marcatori | 12’, 22’ Favetta |

| Arbitro: | Ancora (Roma) |

|           |           |  |
| Miale 33’ | Marcatori |  |

| Picerno 18 febbraio 2018, ore 14.30 CEST 24ª giornata | AZ Picerno      | 0 – 0 | Taranto | Stadio Donato Curcio (1 000 spett.)\| Arbitro: \| Centi (Viterbo) \| |
| Arbitro:                                              | Centi (Viterbo) |       |         |                                                                      |

| Arbitro: | De Tommaso (Rieti) |

|                                |           |                      |
| Galdean 2’ D'Agostino 77’, 86’ | Marcatori | 6’ (rig.) Volpicelli |

| Arbitro: | De Girolamo (Avellino) |

|                      |           |           |
| Bertacchi 62’ (rig.) | Marcatori | 69’ Capua |

| Arbitro: | Zucchetti (Foligno) |

|                            |           |              |
| D'Agostino 36’ Diakitè 60’ | Marcatori | 86’ Molinari |

| Arbitro: | Piazzini (Prato) |

|             |           |  |
| Odierna 58’ | Marcatori |  |

| Arbitro: | Pirrotto (Barcellona Pozzo di Gotto) |

|                                                     |           |                    |
| Galdean 1’ Favetta 36’ D'Agostino 45+1’ Rosania 59’ | Marcatori | 52’, 77’ Tulimieri |

| Arbitro: | Maggio (Lodi) |

|                 |           |                 |
| Ancora 61’, 74’ | Marcatori | 88’ Martiniello |

| Arbitro: | Caldera (Como) |

|                    |           |                                               |
| Baratto 45’ (rig.) | Marcatori | 51’ (rig.) D'Agostino 82’ Diakitè 86’ Favetta |

| Arbitro: | Pirriatore (Bologna) |

|                                                                                        |           |               |
| D'Angelo 12’ Favetta 58’ Ancora 64’, 74’ Diakitè 66’, 90+1’ Galdean 77’ D'Agostino 90’ | Marcatori | 54’ La Forgia |

| Arbitro: | Repace (Perugia) |

|                                 |           |             |
| Russo 12’ Guaita 20’ França 34’ | Marcatori | 88’ Diakitè |

| Arbitro: | Prior (Ivrea) |

|                                 |           |             |
| D'Agostino 28’, 57’, 63’ (rig.) | Marcatori | 78’ Improta |

#### Playoff
| Arbitro: | Bertini (Lucca) |

|  |           |                  |
|  | Marcatori | 34’, 67’ Marsili |

| Arbitro: | Pelagatti (Livorno) |

|                                   |           |                       |
| Favasuli 32’ Fella 75’ Fabbro 88’ | Marcatori | 79’ (rig.) D'Agostino |

### Coppa Italia Serie D
| Arbitro: | Piacenza (Bari) |

|                                                                |                      |                                                     |
| Schiavino Caporale A. Palmisano Prinari Balistreri G.Palmisano | Tiri di rigore 4 – 3 | Savanarola Tandara Giovannini Aleksic Pera Di Lollo |